# 31 mei
31 mei is de 151ste dag van het jaar (152ste dag in een schrikkeljaar) in de gregoriaanse kalender. Hierna volgen nog 214 dagen tot het einde van het jaar.

## Gebeurtenissen
- Algemeen

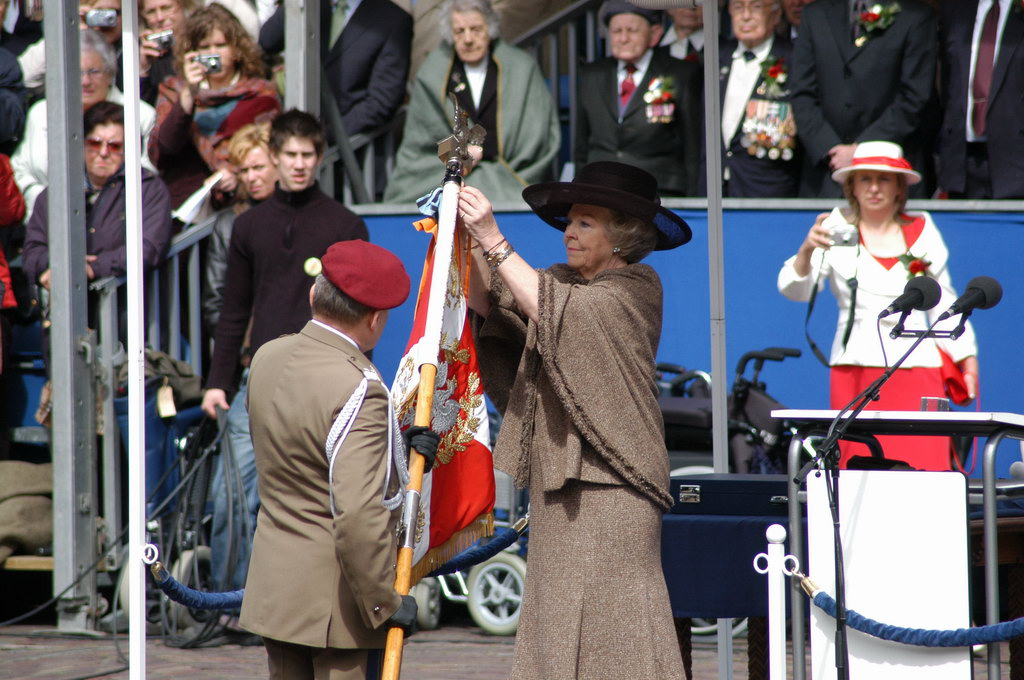
Koningin Beatrix reikt de Militaire Willemsorde uit aan de Poolse 1e Onafhankelijke Parachutistenbrigade, 31 mei 2006

  - 1926 - Oprichting van het Nationaal park Kruger in Zuid-Afrika.
  - 1970 - Een aardbeving met de kracht van 7,8 op de schaal van Richter eist 66.000 doden in Peru; veel Peruvianen wijten de ramp aan de kernproef die Frankrijk een dag eerder in de Stille Oceaan heeft genomen.
  - 2006 - Op het Binnenhof reikt koningin Beatrix de Militaire Willems-Orde uit aan de Poolse 1e Onafhankelijke Parachutistenbrigade en de Bronzen Leeuw postuum aan haar commandant, Generaal-Majoor Stanisław Sosabowski.
  - 2019 = Bij een schietpartij in een gemeentegebouw van Virginia Beach. Virginia, (Verenigde Staten) schoot een ontevreden stadsmedewerker 12 mensen dood en verwondde 4 anderen.

- Infrastructuur
  - 1969 - Opening van de Kennedytunnel, de 690 m lange tunnel onder de Schelde ten zuiden van Antwerpen.
- Media
  - 1989 - De redacties van NRC Handelsblad en Algemeen Dagblad houden een protestactie waardoor de twee dagbladen niet verschijnen.
  - 2015 - Laatste aflevering van het zondagmiddagprogramma Carlo & Irene: Life4You.
- Muziek
  - 1817 - De opera La gazza ladra van Gioachino Rossini gaat in première in het Teatro alla Scala in Milaan.
  - 1998 - Geri Halliwell maakt bekend dat ze The Spice Girls gaat verlaten om te gaan werken aan een solocarrière.[1]
  - 2014 - De internetsensatie Gangnam Style van de Zuid-Koreaanse rapper-zanger PSY is de eerste video die twee miljard keer is bekeken op YouTube.[2]

- Oorlog
  - 1902 - Einde van de Tweede Boerenoorlog in Zuid-Afrika.
  - 1916 - Begin van de Zeeslag bij Jutland, ook wel gekend als de Slag voor het Skagerrak.
  - 1991 - Duizenden ballingen uit Angola gaan juichend de straat op in de Portugese hoofdstad Lissabon na de ondertekening van het Angolese vredesakkoord dat een einde moet maken aan bijna zestien jaar burgeroorlog.
  - 2010 - De Israëlische marine valt een konvooi boten met hulpgoederen en activisten van de Free Gaza Movement aan dat op weg was naar de Gazastrook. Bij deze onderschepping vallen negen doden.
  - 2017 - Bij een aanslag met een autobom vallen in Kabul zeker 90 doden en naar schatting 460 gewonden. De bom ontploft in de zwaarbeveiligde diplomatieke wijk van de Afghaanse hoofdstad waar veel ambassades en ministeries zijn gevestigd.
- Politiek
  - 1906 - Koning Alfons XIII van Spanje trouwt met Victoria Eugénie van Battenberg, kleindochter van Victoria van het Verenigd Koninkrijk. Tijdens een rijtoer door Madrid wordt een bomaanslag gepleegd, waarbij doden vallen in het gevolg van het bruidspaar.
  - 1910 - Oprichting van de Unie van Zuid-Afrika.
  - 1961 - Oprichting van de Republiek van Zuid-Afrika.
  - 1996 - Benoeming van Anne Thily als procureur-generaal bij het hof van beroep in Luik. Zij is de eerste vrouw in België die tot een dergelijke functie wordt benoemd.
  - 2005 - Mark Felt maakt zijn rol als Deep Throat in het Watergateschandaal bekend.
  - 2011 - Ratko Mladić is overgebracht naar de gevangenis in Scheveningen. Later zal hij overgedragen worden aan het Joegoslavië-tribunaal in Den Haag.
  - 2012 - Het Rwanda Tribunaal veroordeelt oud-minister van Jeugdzaken Callixte Nzabonimana tot levenslang wegens genocide. Hij riep tijdens de volkenmoord in 1994 openlijk op om Tutsi's te vermoorden.
- Recreatie
  - 1952 - Het sprookjesbos de Efteling in Kaatsheuvel wordt geopend.
- Religie
  - 1721 - Zaligverklaring van Johannes Nepomucenus, Boheems priester en martelaar.
  - 1967 - Oprichting van het bisdom Hasselt in België.
  - 1970 - Bisschopswijding van Paul Schruers, Belgisch hulpbisschop van Hasselt.
  - 1992 - Heiligverklaring van Claude de la Colombière (1641-1682), Frans jezuïet.
  - 1993 - Wijziging van de naam van het aartsbisdom Esztergom in Hongarije in aartsbisdom Esztergom-Boedapest.
- Sport
  - 1920 - Ajax-voetballer Jan de Natris leidt tijdens de Olympische Spelen in Antwerpen de 'Opstand aan de Schelde' in. Uit protest tegen de privileges van de officials en de huisvesting worden grammofoonplaten in de Schelde gegooid. Later trekken de spelers naar de binnenstad van Antwerpen voor een drinkgelag.
  - 1975 - Het Nederlands voetbalelftal verliest in Belgrado met 3-0 van Joegoslavië in een vriendschappelijk duel.
  - 1981 - Gilles Villeneuve wint in een Ferrari de Grand Prix Formule 1 van Monaco.
  - 1986 - In de openingswedstrijd van het WK voetbal speelt titelverdediger Italië in Mexico-Stad met 1-1 gelijk tegen Bulgarije.
  - 1990 - In Turijn wordt het Stadio delle Alpi officieel geopend.
  - 1998 - Titelverdediger Australië verslaat de Nederlandse hockeysters in de finale van het WK hockey in Utrecht: 3-2.
  - 2002 - In de openingswedstrijd van het WK voetbal verliest titelverdediger Frankrijk in Seoel met 1-0 van debutant Senegal door een treffer van Papa Bouba Diop.
  - 2004 - Amsterdam eindigt in Barcelona als derde bij het Europa Cup I-toernooi. De hockeysters van Hockeyclub 's-Hertogenbosch daarentegen prolongeren de titel bij het 'dubbeltoernooi' door in de finale Kolos Borispol uit Oekraïne met 8-2 te verslaan.
  - 2007 - Montenegro wordt lid van de FIFA.
  - 2009 - Denis Mensjov wint de Giro d'Italia met een verschil van 41 seconden op Danilo Di Luca.
  - 2023 - Sevilla FC en AS Roma spelen de finale van de UEFA Europa League 2022/23 in de Puskás Aréna te Boedapest. Sevilla wint voor de zevende keer deze beker na verlengingen in de strafschoppenreeks.[3]
  - 2025 - Paris Saint-Germain FC verslaat Inter Milan met 5-0 in de Finale UEFA Champions League 2025 in München.
- Wetenschap en technologie
  - 1578 - Toevallige ontdekking van de catacomben van Rome.
  - 1911 - De Titanic wordt te water gelaten.
  - 1911 - De Britse fysicus Ernest Rutherford presenteert een nieuw atoommodel.
  - 1990 - Met een Proton raket lanceert de Sovjet-Unie de derde module, genaamd Kristall, voor het Mir ruimtestation.[4]
  - 2023 - Landing van het Dragon ruimtevaartuig Freedom met bemanningsleden voormalig NASA astronaut Peggy Whitson (gezagvoerder), John Shoffner (piloot) en missiespecialisten Rayyanah Barnawi en Ali AlQarni uit Saoedi-Arabië voor de kust van Florida. Hiermee is Axiom Mission 2 voorbij.[5]

## Geboren

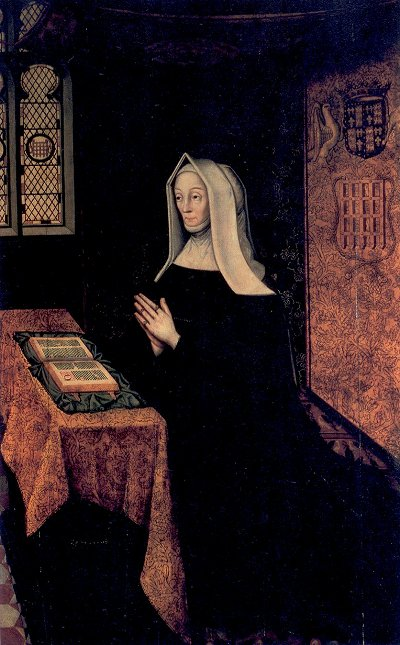
Margaret Beaufort
geboren in 1443

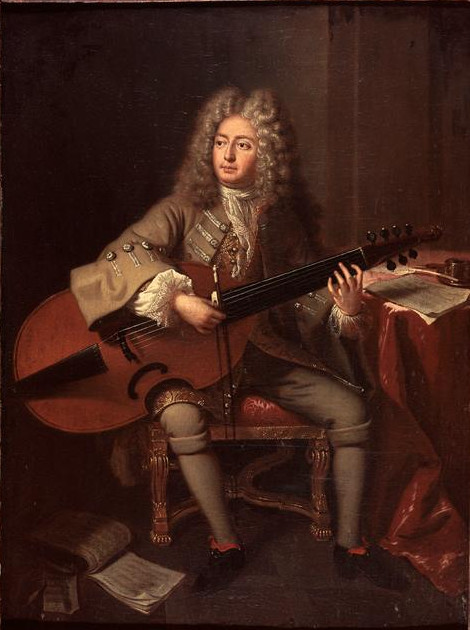
Marin Marais
geboren in 1656

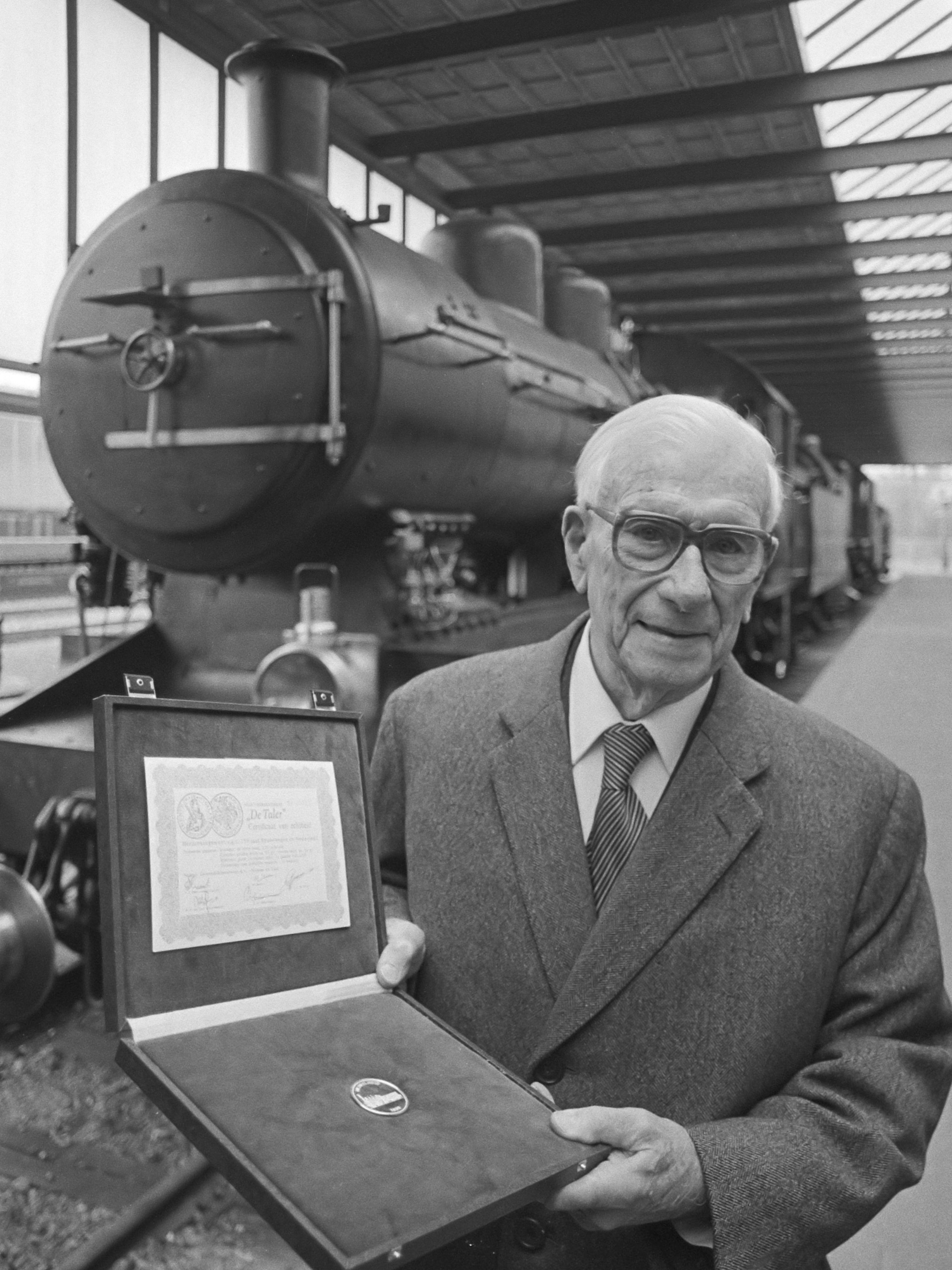
F.Q. den Hollander
geboren in 1893

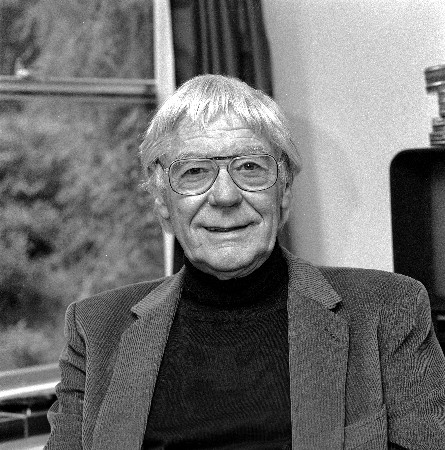
Bert Haanstra
geboren in 1916

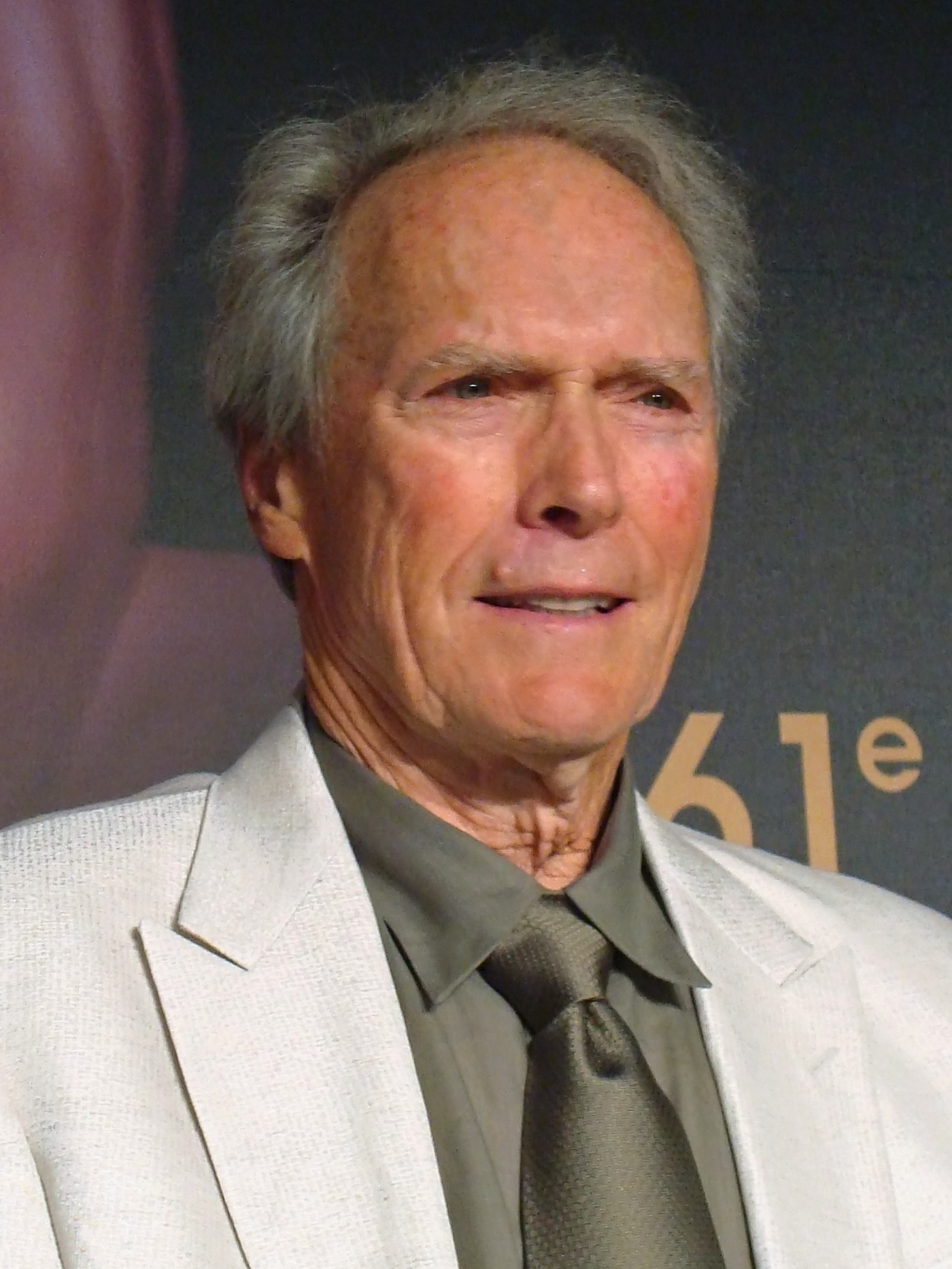
Clint Eastwood
geboren in 1930

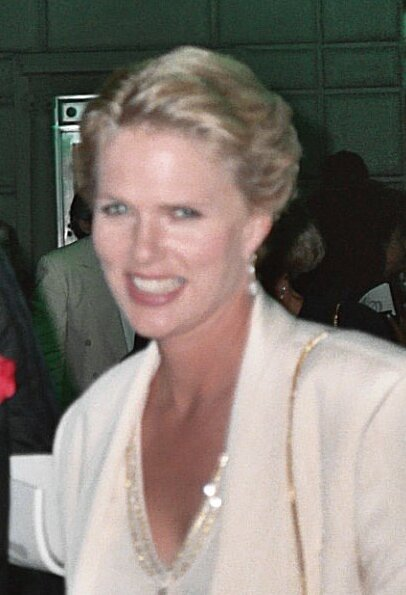
Sharon Gless,
geboren in 1943

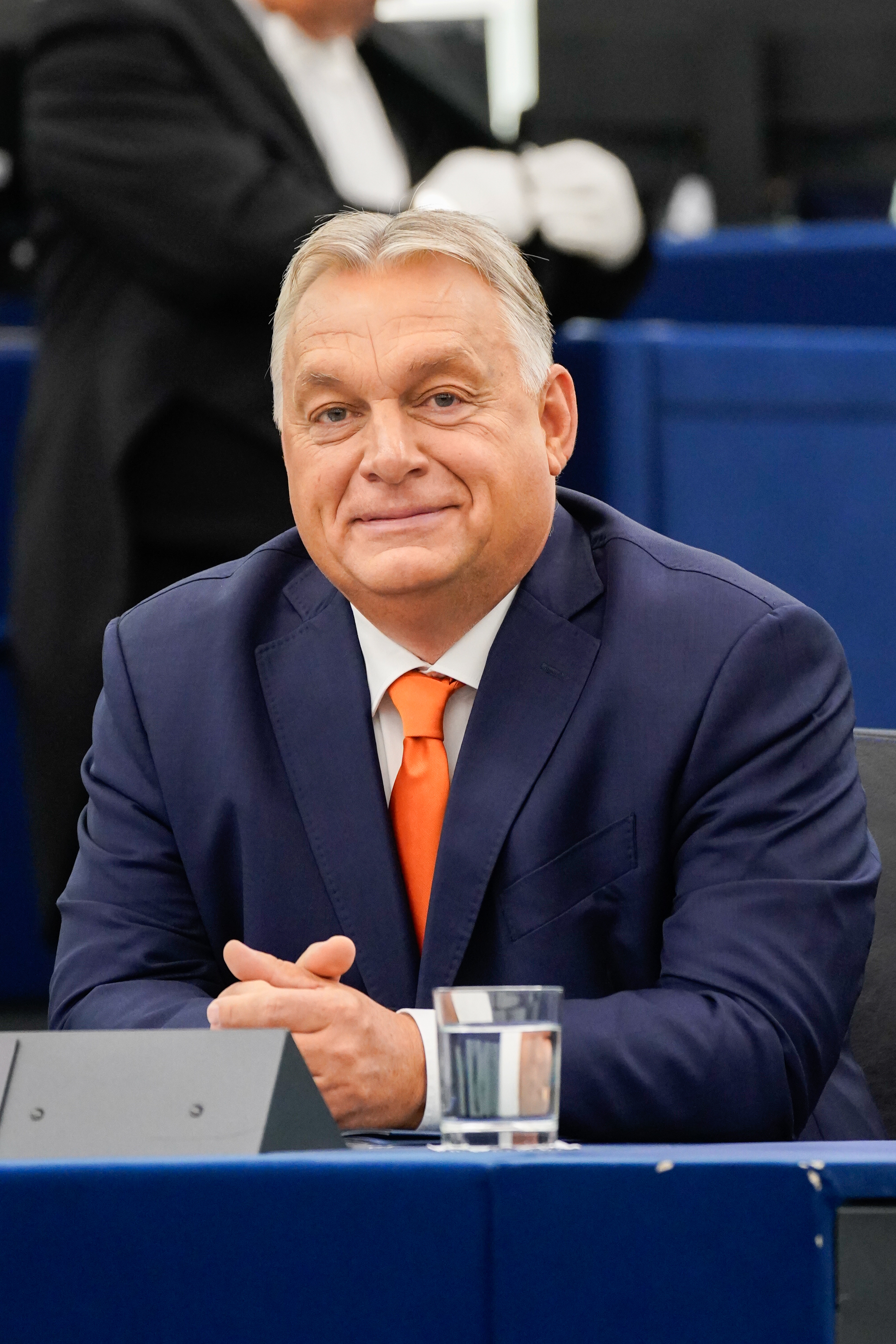
Viktor Orbán,
geboren in 1963

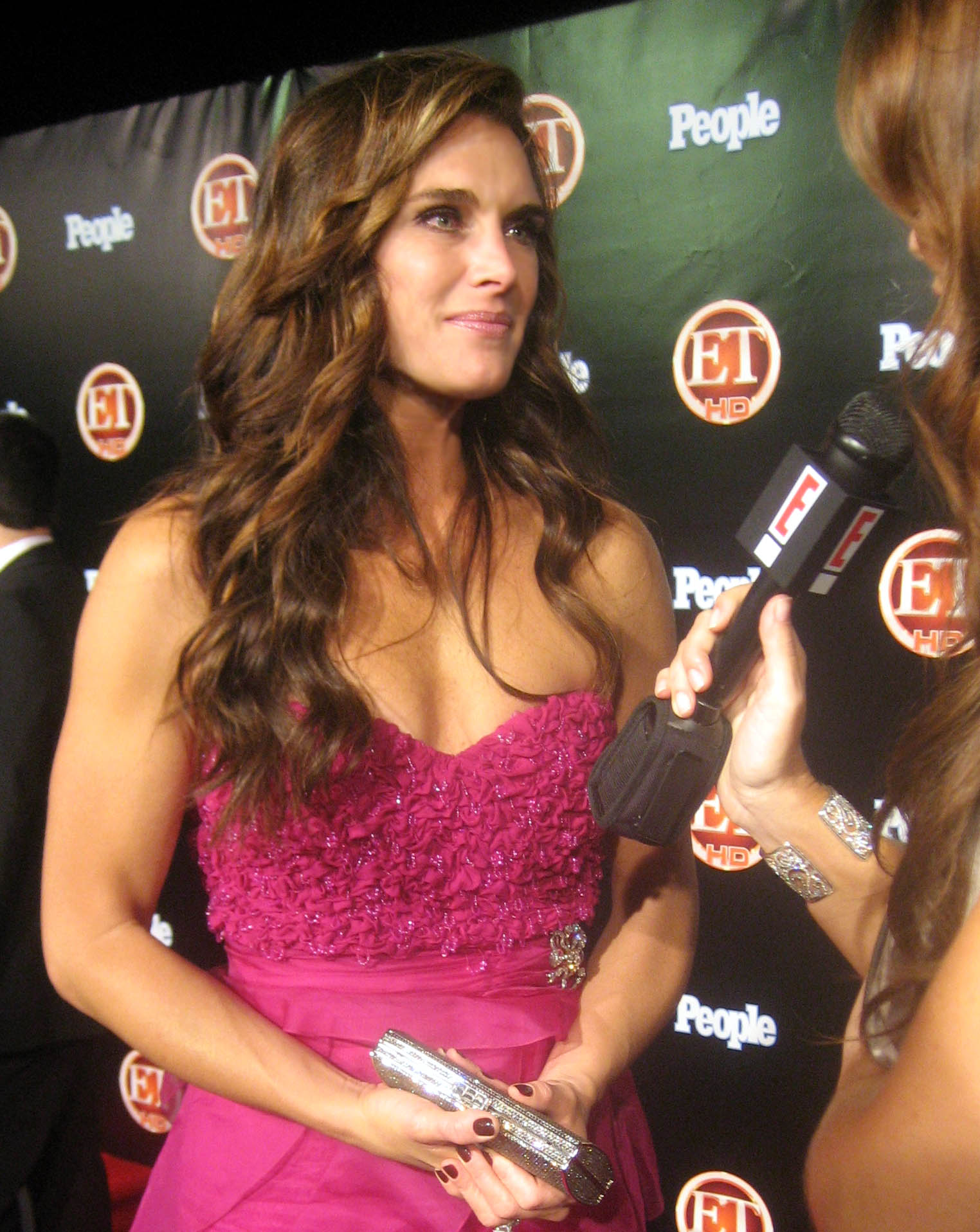
Brooke Shields
geboren in 1965

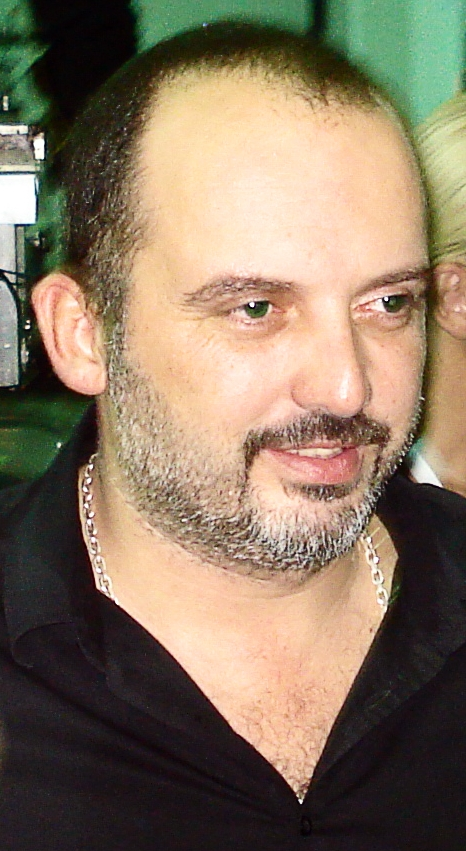
Tony Cetinski,
geboren in 1969

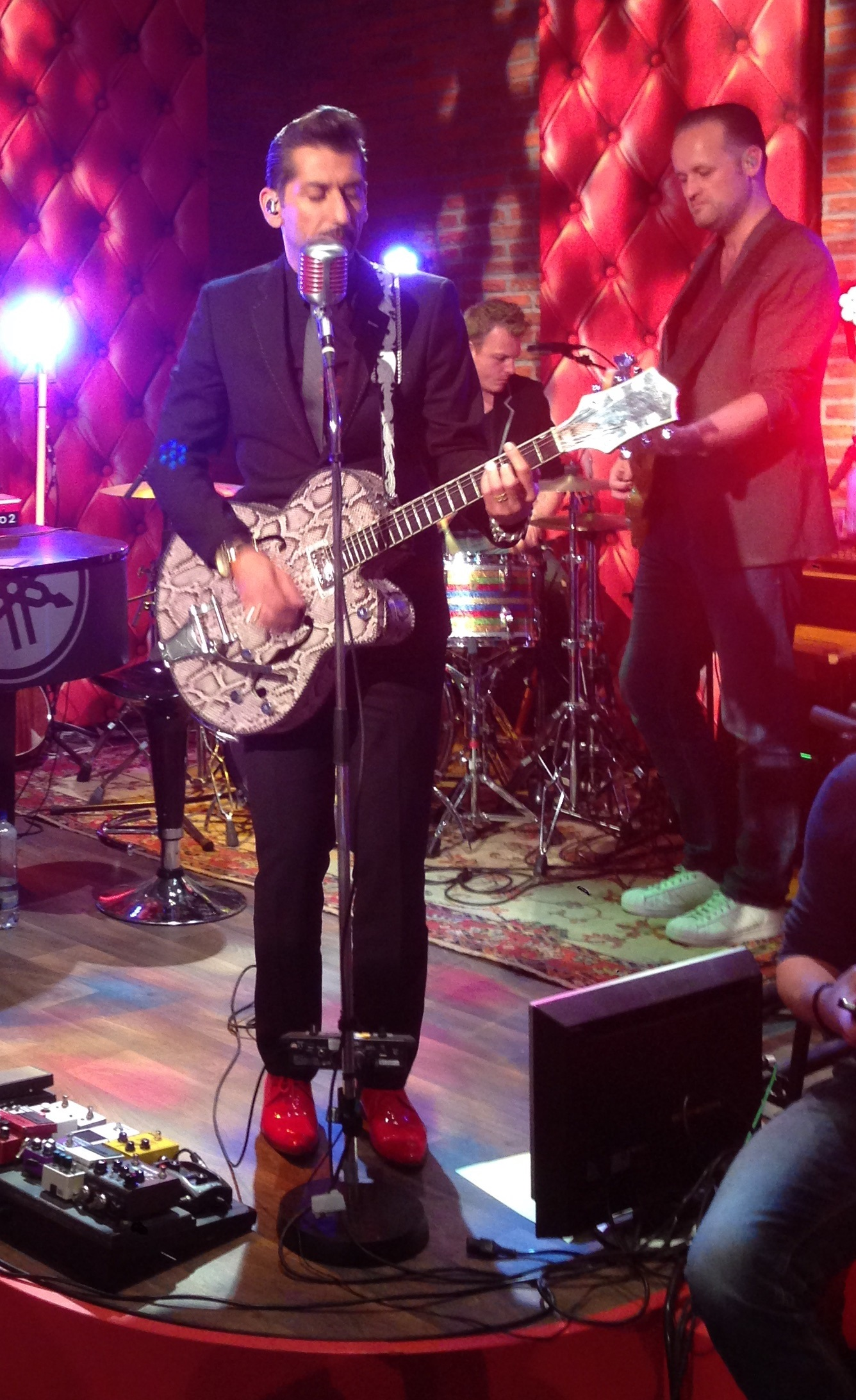
Danny Vera,
geboren in 1977

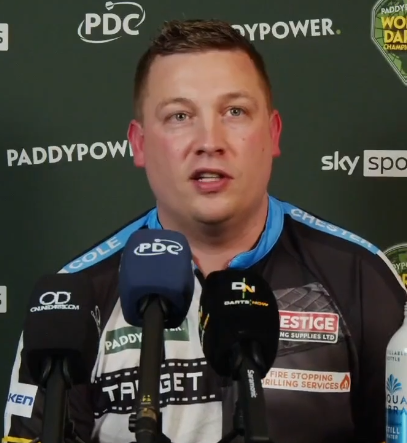
Chris Dobey,
geboren in 1990

- 1443 - Margaret Beaufort, (overleden 1509)
- 1469 - Emanuel I van Portugal, Portugees koning (overleden 1529)
- 1557 - Fjodor I, Russisch tsaar (overleden 1598)
- 1632 - Maria van Berckel, Nederlands ruwaardin (overleden 1706)
- 1656 - Marin Marais, Frans componist (overleden 1728)
- 1750 - Karl August von Hardenberg, Pruisisch staatsman en hervormer (overleden 1822)
- 1754 - Andrea Appiani, Italiaans schilder (overleden 1817)
- 1773 - Ludwig Tieck, Duits auteur (overleden 1853)
- 1814 - Pierre Beke, Belgisch politicus (overleden 1875)
- 1817 - Georg Herwegh, Duits dichter (overleden 1875)
- 1819 - Walt Whitman, Amerikaans dichter, essayist, journalist en humanist (overleden 1892)
- 1854 - Frederike van Uildriks, Nederlands lerares en schrijfster (overleden 1919)
- 1857 - Paus Pius XI, Italiaans geestelijke (overleden 1939)
- 1862 - Michail Nesterov, Russisch kunstschilder (overleden 1942)
- 1866 - Vladimir Rebikov, Russisch componist en pianist (overleden 1920)
- 1870 - Louis de Brouckère, Belgisch politicus (overleden 1951)
- 1872 - Mona Chalmers Watson, Schots arts, feministe, en suffragette (overleden 1936)
- 1880 - Berhardina Midderigh-Bokhorst, Nederlands beeldend kunstenares (overleden 1972)
- 1886 - Matthieu Wiegman, Nederlands beeldend kunstenaar (overleden 1971)
- 1887 - Philip van Praag sr., Nederlands kunstenaar (overleden 1942)
- 1892 - Gregor Strasser, Duits nationaalsocialistisch politicus (overleden 1934)
- 1893 - F.Q. den Hollander, Nederlands president-directeur van de Nederlandse Spoorwegen (overleden 1982)
- 1898 - Johan Brouwer, Nederlands verzetsstrijder (overleden 1943)
- 1907 - Åke Holmberg, Zweeds schrijver en vertaler (overleden 1991)
- 1908 - Don Ameche, Amerikaans acteur (overleden 1993)
- 1908 - Adolf Blaser, Zwitser politicus (overleden 1978)
- 1911 - Maurice Allais, Frans econoom (overleden 2010)
- 1912 - Alfred Deller, Brits countertenor (overleden 1979)
- 1913 - Peter Frankenfeld, Duits presentator, acteur, zanger en entertainer (overleden 1979)
- 1914 - Akira Ifukube, Japans componist en violist (overleden 2006)
- 1916 - Bert Haanstra, Nederlands filmregisseur (overleden 1997)
- 1916 - Bernard Lewis, Brits-Amerikaans historicus (overleden 2018)
- 1918 - Henk Schijvenaar, Nederlands honkballer en voetballer (overleden 1996)
- 1921 - Alida Valli, Italiaans actrice (overleden 2006)
- 1923 - Ellsworth Kelly, Amerikaans schilder en beeldhouwer (overleden 2015)
- 1923 - Jozef Mannaerts, Belgisch voetballer (overleden 2012)
- 1923 - Reinier III, prins van Monaco (overleden 2005)
- 1924 - Gisela May, Duits actrice en zangeres (overleden 2016)
- 1924 - Johnny Roberts, Amerikaans autocoureur (overleden 1965)
- 1928 - Jacob Lateiner, Cubaans-Amerikaans pianist en pianopedagoog (overleden 2010)
- 1928 - Edouard Molinaro, Frans filmregisseur (overleden 2013)
- 1929 - Joseph Bernardo, Frans zwemmer (overleden 2023)
- 1929 - Atze Haytsma, Nederlands beeldhouwer, fotograaf en dichter
- 1930 - Clint Eastwood, Amerikaans filmacteur, filmproducent, filmregisseur en politicus
- 1930 - Paul L. Maier Amerikaans historicus en romanschrijver (overleden 2025)
- 1931 - Perfecto Fernandez, Filipijns jurist en hoogleraar (overleden 2000)
- 1931 - Zvi Hecker, Israëlisch architect (overleden 2023)
- 1931 - Robert Schrieffer, Amerikaans natuurkundige en Nobelprijswinnaar (overleden 2019)
- 1935 - Tootie Heath, Amerikaans jazzdrummer (overleden 2024)
- 1936 - Nolle Versyp, Belgisch acteur en vertaler (overleden 2006)
- 1938 - John Prescott, Brits politicus (overleden 2024)
- 1938 - John C.G. Röhl, Brits historicus (overleden 2023)
- 1938 - Paul Woei, Surinaams kunstenaar (overleden 2024)
- 1939 - Antonino Roman, Filipijns politicus (overleden 2014)
- 1939 - Terry Waite, gezant in dienst van de Anglicaanse Kerk en schrijver
- 1940 - Anatoli Bondartsjoek, Sovjet-Russisch/Oekraïens atleet
- 1940 - Frans Brands, Belgisch wielrenner (overleden 2008)
- 1940 - Dino Zandegù, Italiaans wielrenner
- 1941 - Fred André, Nederlands voetballer (overleden 2017)
- 1941 - Els van Rooden, Nederlands actrice (overleden 1981)
- 1941 - Karin Tietze-Ludwig, Duits presentatrice en tv-omroepster
- 1942 - Willem Frijhoff, Nederlands historicus en auteur (overleden 2024)
- 1943 - Rob Cerneüs, Nederlands beeldhouwer (overleden 2021)
- 1943 - Sharon Gless, Amerikaans actrice
- 1944 - Salmaan Taseer, Pakistaans politicus (overleden 2011)
- 1945 - José Roberto Marques (Zé Roberto), Braziliaans voetballer
- 1945 - Wien van den Brink, Nederlands varkenshouder, vakbondsbestuurder en politicus (overleden 2010)
- 1945 - Rainer Werner Fassbinder, Duits filmproducer, filmregisseur, acteur en toneelschrijver (overleden 1982)
- 1945 - Laurent Gbagbo, president van Ivoorkust
- 1946 - Ivo Niehe, Nederlands televisiepresentator en -producer
- 1947 - Julien Vrebos, Belgisch filmregisseur (overleden 2022)
- 1948 - John Bonham, Brits drummer (overleden 1980)
- 1949 - Tom Berenger, Amerikaans acteur
- 1949 - Jan Willem Kelder, Nederlands militair (overleden 2021)
- 1950 - Yvonne Kroonenberg, Nederlands schrijfster en columniste
- 1950 - Edgar Savisaar, Estisch politicus (overleden 2022)
- 1952 - Theo van den Doel, Nederlands politicus
- 1953 - Dirk Vermiert, Belgisch acteur
- 1954 - Vicki Sue Robinson, Amerikaans actrice en zangeres (overleden 2000)
- 1955 - Jean-Luc Vandenbroucke, Belgisch wielrenner en ploegleider
- 1956 - Michael Poghosian, Armeens acteur, zanger en cabaretier
- 1957 - David Loggie, Engels voetballer
- 1958 - Roma Maffia, Amerikaans actrice
- 1959 - Andrea de Cesaris, Italiaans autocoureur (overleden 2014)
- 1959 - Aurora Cunha, Portugees atlete
- 1959 - Denise Verhaert, Belgisch atlete
- 1959 - Sabine Wils, Duits politica (overleden 2023)
- 1961 - Lea Thompson, Amerikaans actrice
- 1962 - Sebastian Koch, Duits acteur
- 1963 - Viktor Orbán, Hongaars politicus
- 1964 - Elena Belci-Dal Farra, Italiaans langebaanschaatsster
- 1964 - Annemieke Buijs, Nederlands taekwondoka
- 1964 - Peter Scharmach, Duits-Nieuw-Zeelands autocoureur
- 1965 - DJ Casper (Willie Perry jr.), Amerikaans dj en songwriter (overleden 2023)
- 1965 - Brooke Shields, Amerikaans model en actrice
- 1966 - Kristien Bonneure, Belgisch journaliste en nieuwslezeres
- 1966 - Jessica Monroe, Canadees roeister
- 1967 - Sandrine Bonnaire, Frans actrice
- 1969 - Cynthia Abma, Nederlands actrice
- 1969 - Tony Cetinski, Kroatisch zanger
- 1969 - Rikkert Faneyte, Nederlands honkballer
- 1970 - Paolo Sorrentino, Italiaans regisseur
- 1970 - Claus Thomsen, Deens voetballer
- 1971 - Diana Damrau, Duits operazangeres
- 1972 - Antti Niemi, Fins voetbaldoelman
- 1972 - Archie Panjabi, Brits actrice
- 1972 - Alison Pargeter, Engels actrice
- 1973 - Dominique Monami, Belgisch tennisster
- 1974 - Kate Howey, Brits judoka
- 1974 - Ernst van der Pasch, Nederlands cabaretier en televisiepresentator
- 1975 - Toni Nieminen, Fins schansspringer
- 1976 - Colin Farrell, Iers acteur
- 1976 - Steve Jenkner, Duits motorcoureur
- 1976 - Roar Ljøkelsøy, Noors schansspringer
- 1977 - Joachim Olsen, Deens atleet en politicus
- 1977 - Danny Vera, Nederlands zanger en muzikant
- 1977 - Eric Christian Olsen, Amerikaans acteur
- 1978 - Tamara Brinkman, Nederlands actrice
- 1978 - Aleksej Zagornyj, Russisch atleet
- 1979 - Jean-François Gillet, Belgisch voetballer
- 1979 - Stephan Keller, Zwitsers voetballer
- 1980 - Edith Bosch, Nederlands judoka
- 1980 - Andy Hurley, Amerikaans drummer
- 1981 - Marlies Schild, Oostenrijks alpineskiester
- 1981 - Dmitrij Vaľukevič, Wit-Russisch/Slowaaks atleet
- 1982 - Fränzi Mägert-Kohli, Zwitsers snowboardster
- 1982 - Tim Nelemans, Nederlands voetballer
- 1982 - Gerard Palts, Nederlands zanger
- 1982 - Bertine Spijkerman, Nederlands wielrenster
- 1983 - Leon Haslam, Brits motorcoureur
- 1984 - Milorad Čavić, Servisch zwemmer
- 1984 - Thomas Lambert, Zwitsers freestyleskiër
- 1984 - Daniela Samulski, Duits zwemster (overleden 2018)
- 1984 - Doug Van Wie, Amerikaans zwemmer
- 1985 - Duarte Félix da Costa, Portugees autocoureur
- 1986 - Ayrton Badovini, Italiaans motorcoureur
- 1986 - Sopho Chalvasji, Georgisch zangeres
- 1986 - Robert Gesink, Nederlands wielrenner
- 1988 - Diorno Braaf, Nederlands rapper
- 1989 - Bas Dost, Nederlands voetballer
- 1989 - Sean Johnson, Amerikaans-Jamaicaans voetballer
- 1989 - Lisa Loeb, Nederlands cabaretière, zangeres, presentatrice en schrijfster
- 1989 - Marco Reus, Duits voetballer
- 1989 - Daniel Wass, Deens voetballer
- 1990 - Chris Dobey, Engels darter
- 1990 - Yara van Kerkhof, Nederlands shorttrackster
- 1992 - Laura Ikauniece, Lets atlete
- 1992 - Kelle Roos, Nederlands voetballer
- 1992 - Gary Thompson, Iers autocoureur
- 1993 - Aska Cambridge, Japans atleet
- 1993 - José Campaña, Spaans voetballer
- 1993 - Stefan Rusch, Nederlands paralympisch atleet
- 1993 - Berhanu Shiferaw, Ethiopisch atleet
- 1994 - Luciano Acosta, Argentijns voetballer
- 1994 - Heorhij Boesjtsjan, Oekraïens voetballer
- 1994 - Madison Wilson, Australisch zwemster
- 1995 - Joachim Andersen, Deens voetballer
- 1995 - Marko Kolar, Kroatisch voetballer
- 1995 - Romain Le Gac, Frans kunstschaatser
- 1995 - Anita Madsen, Deens kunstschaatsster
- 1995 - Mia Tomlinson, Brits actrice
- 1996 - Simone Scuffet, Italiaans voetballer
- 1996 - Robin Lenaerts, Belgisch voetballer
- 1997 - Cameron Alexander, Canadees alpineskiër
- 1997 - Anastasios Chatzigiovanis, Grieks voetballer
- 1997 - Adalberto Peñaranda, Venezolaans voetballer
- 1998 - Santino Ferrucci, Amerikaans autocoureur
- 1998 - Ryo Mizuno, Japans motorcoureur
- 1998 - Bart Sinteur, Nederlands voetballer
- 1998 - Kobe Vleminckx, Belgisch atleet
- 1999 - Welat Cagro, Belgisch voetballer
- 1999 - Michal Sadílek, Tsjechisch voetballer
- 1999 - Sam Vines, Amerikaans voetballer
- 2000 - Raoul Last, Nederlands voetballer
- 2000 - Emma Stølen Godø, Noors voetbalster
- 2001 - Taylor Booth, Amerikaans-Italiaans voetballer
- 2001 - Helene Marie Fossesholm, Noors langlaufster
- 2001 - Iga Świątek, Pools tennisspeelster
- 2003 - Suus van der Drift, Nederlands voetbalster
- 2003 - Benjamin Šeško, Sloveens voetballer
- 2003 - Jakob Söderqvist, Zweeds wielrenner
- 2003 - Pierre Thierry, Frans wielrenner
- 2004 - Brajan Gruda, Duits-Albanees voetballer
- 2005 - Pippa Molenaar, Nederlands volleybalster

## Overleden

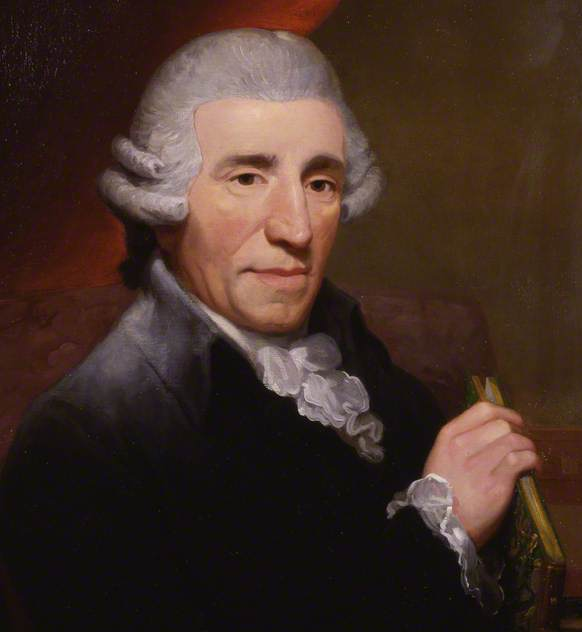
Joseph Haydn
overleden in 1809

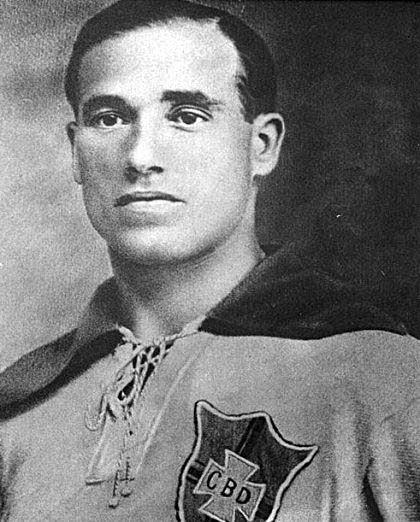
Manuel Nunes
overleden in 1977

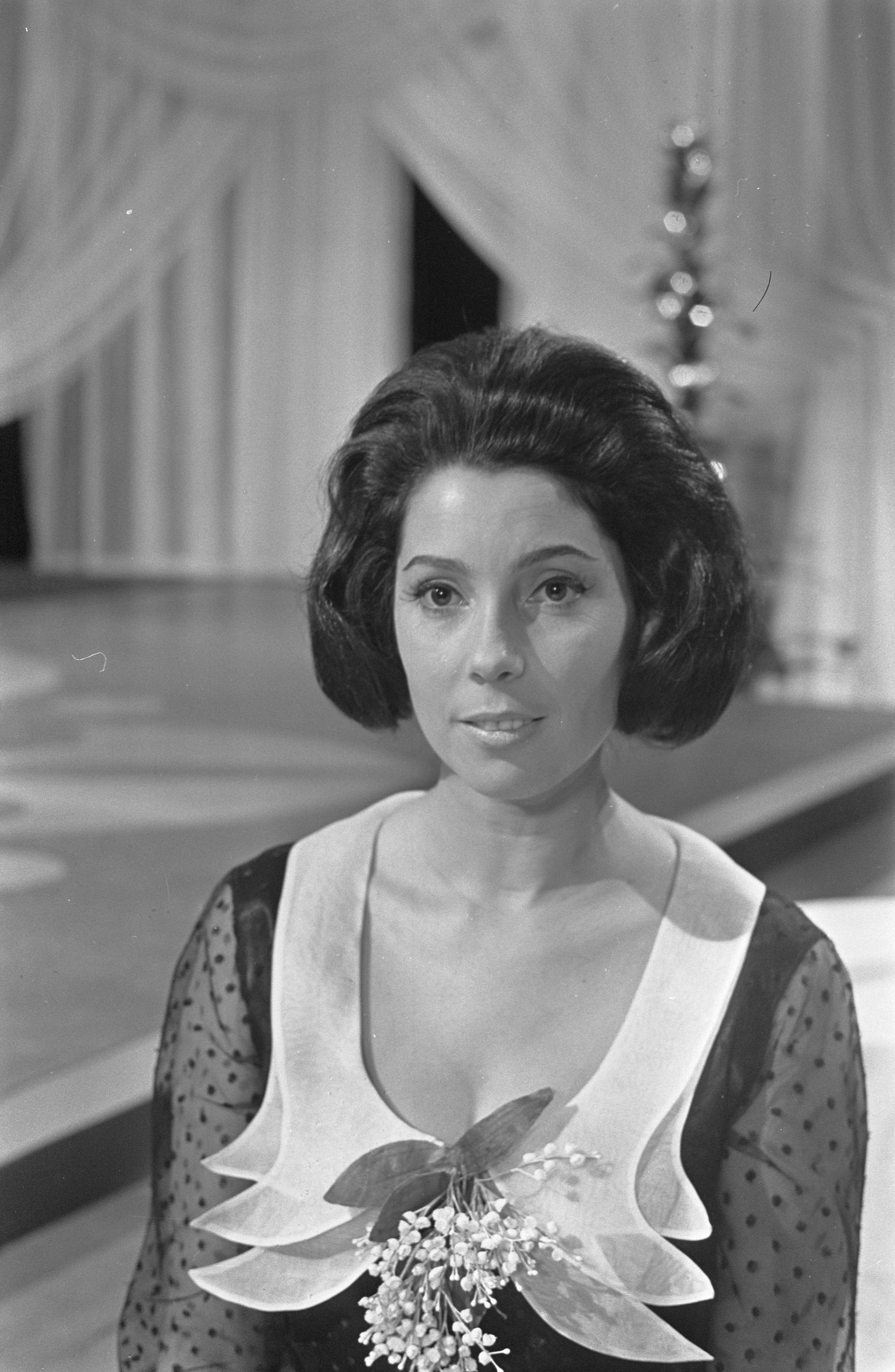
Corry Brokken
overleden in 2016

- 1417 - Willem VI van Holland (52), graaf van Holland, Zeeland en Henegouwen
- 1567 - Guido de Brès (45), Waals theoloog
- 1594 - Tintoretto (76), Italiaans kunstschilder
- 1620 - Willem Lodewijk van Nassau-Dillenburg (60), stadhouder van Friesland
- 1665 - Pieter Saenredam (67), Nederlands kunstschilder
- 1809 - Joseph Haydn (77), Oostenrijks componist
- 1832 - Évariste Galois (20), Frans wiskundige
- 1875 - Éliphas Lévi (65), Frans filosoof, occultist en vrijmetselaar
- 1900 - James Loudon (75), Nederlands koloniaal bestuurder en minister
- 1925 - Cara-Ancha (77), Spaans torero
- 1960 - Willem Elsschot (78), Belgisch schrijver en dichter
- 1972 - Watchman Nee (68), Chinees predikant
- 1973 - Albert van Giffen (89), Nederlands archeoloog
- 1976 - Elmer George (47), Amerikaans autocoureur
- 1977 - Manuel Nunes (Neco) (82), Braziliaans voetballer
- 1978 - József Bozsik (52), Hongaars voetballer
- 1978 - Hannah Höch (88), Duits kunstenares
- 1981 - Giuseppe Pella (79), Italiaans staatsman
- 1983 - Jack Dempsey (87), Iers-Amerikaans bokser
- 1983 - Sergej Rogosjin (26), ruiter uit de Sovjet-Unie
- 1985 - Rein de Waal (80), Nederlands hockeyer
- 1986 - James Rainwater (68), Amerikaans natuurkundige
- 1986 - Georg Rüssmann (66), Duits componist, dirigent en muzikant
- 1990 - Willy Spühler (88), Zwitsers politicus
- 1996 - Timothy Leary (75), Amerikaans psycholoog en schrijver
- 1996 - Ton de Leeuw (69), Nederlands componist
- 1998 - Charles Van Acker (86), Belgisch-Amerikaans autocoureur
- 2004 - Robert Quine (61), Amerikaans jurist en sologitarist
- 2006 - Raymond Davis jr. (91), Amerikaans natuur- en scheikundige
- 2006 - Boris Rösner (55), Tsjechisch acteur
- 2009 - Torsten Andersson (82), Zweeds kunstschilder
- 2009 - Kamala Das (75), Indiaas schrijfster
- 2009 - Millvina Dean (97), Britse en laatste overlevende van de Titanic
- 2009 - Vjatsjeslav Nevinny (74), Russisch acteur
- 2011 - Conrado Estrella (93), Filipijns politicus
- 2011 - Hans Keilson (101), Duits-Nederlands schrijver
- 2011 - Ezatollah Sahabi (81), Iraans politicus
- 2012 - Paul Pietsch (100), Duits autocoureur
- 2013 - Jean Stapleton (90), Amerikaans actrice
- 2014 - Theo Elfrink (91), Nederlands kunstschilder en graficus
- 2014 - Mary Soames (91), Brits aristocraat
- 2016 - Antonio Imbert Barrera (95), Dominicaans president
- 2016 - Corry Brokken (83), Nederlands zangeres
- 2017 - Lubomyr Husar M.S.U. (92), Oekraïens grootaartsbisschop en kardinaal
- 2017 - Jan Willem van de Kamp (107), oudste man van Nederland
- 2017 - Bern Nix (69), Amerikaans gitarist
- 2018 - Jacques Vanden Abeele (86), Belgisch atleet en Canadees hoogleraar
- 2019 - Ewold Horn (59), Nederlands terreurslachtoffer
- 2020 - Christo (84), Bulgaars-Amerikaans architect, beeldhouwer, installatiekunstenaar, schilder en tekenaar
- 2020 - Roger Decock (93), Belgisch wielrenner
- 2021 - Hugo Bakker (35), Nederlands organist en muziekdocent
- 2022 - Dave 'Baby' Cortez (83), Amerikaans r&b-organist
- 2022 - Andrée Geulen-Herscovici (100), Belgisch Jodenhelpster uit Tweede Wereldoorlog
- 2022 - Egbert Hirschfelder (79), Duits roeier
- 2022 - Gilberto Rodríguez Orejuela (83), Colombiaans drugscrimineel
- 2022 - Kelly Joe Phelps (62), Amerikaans bluesmuzikant
- 2022 - Dave Smith (72), Amerikaans ingenieur en ondernemer
- 2023 - Ama Ata Aidoo (81), Ghanees schrijfster, dichteres en toneelschrijfster
- 2023 - Sergio Calderón (77), Mexicaans-Amerikaans acteur
- 2023 - Amitai Etzioni (Werner Falk) (94), Israëlisch-Amerikaans socioloog
- 2023 - Theodoros Pangalos (84), Grieks politicus
- 2024 - Carel Copier (72), Nederlands drummer
- 2024 - Robert Pickton (74), Canadees seriemoordenaar
- 2024 - Willem van Toorn (88), Nederlands dichter, romanschrijver en vertaler
- 2025 - Stanley Fischer (81), Amerikaans econoom en bankier
- 2025 - Nannie Kuiper (86), Nederlands kinderboekenschrijfster

## Viering/herdenking
- rooms-Katholieke kalender:

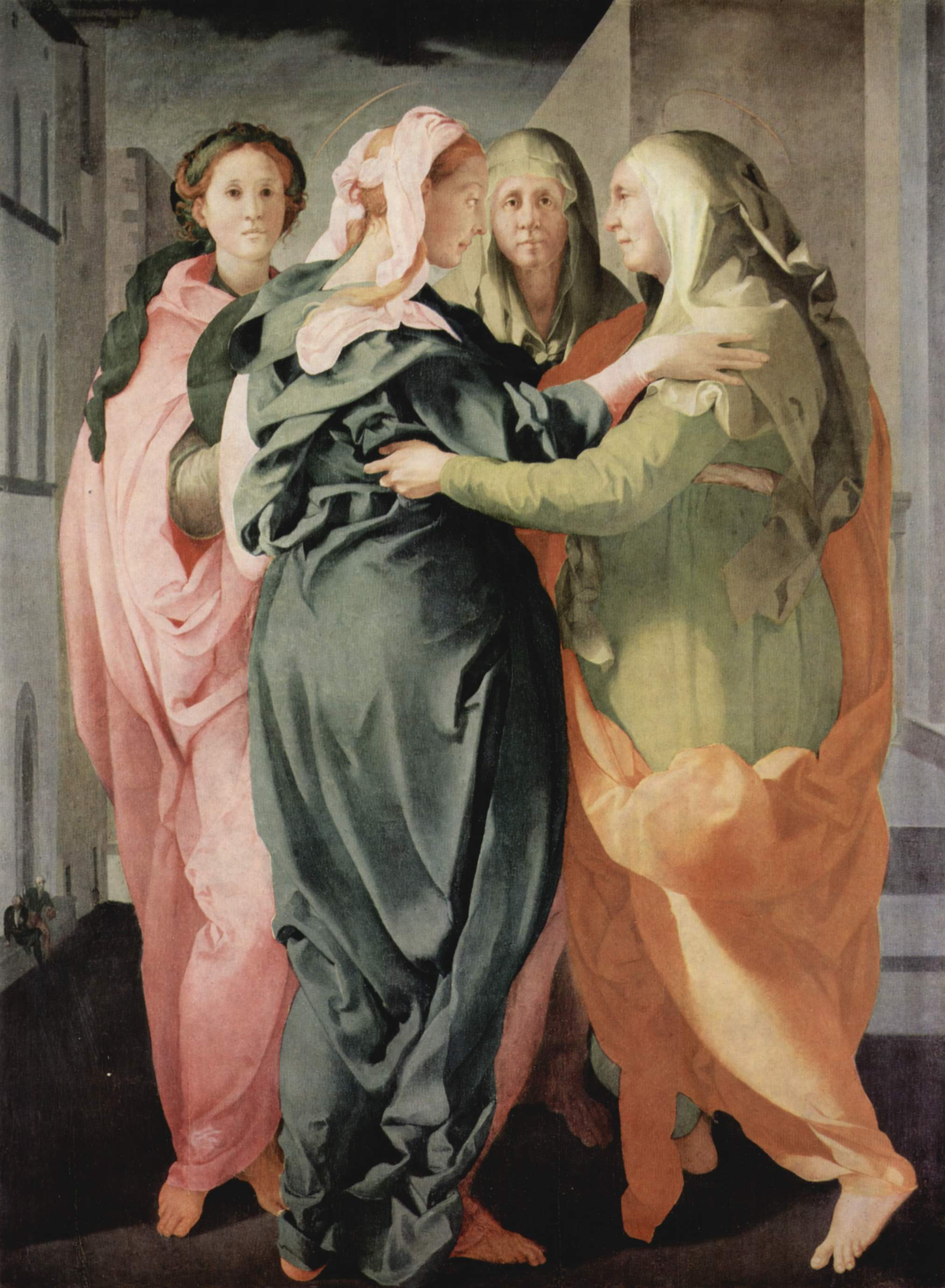
Onze-Lieve-Vrouw-Bezoek

  - Heilige Hart van Maria/Onze-Lieve-Vrouw-Bezoek - Feest
  - Heilige Petronella van Rome († 1e eeuw)
  - Heilige Mechtildis (van Diessen) († 1160)
  - Heilige Felix van Nicosia († 1787)
  - Heilige Camilla (Battista) Varane († 1524)
  - Zalige Fulco (van Duinen) († na 1137)
  - Hildebert van Mainz († 937)
- Werelddag zonder tabak

## Weerextremen

### Nederland
| | Officiële records | Officiële records | Officiële records |      | Landelijke records | Landelijke records | Landelijke records |
| Gebeurtenis | Jaar              | Extreem           | Locatie           | Jaar | Extreem            | Locatie            |                    |
| --- | ----------------- | ----------------- | ----------------- | ---- | ------------------ | ------------------ | ------------------ |
| Laagste etmaalgemiddelde temperatuur (°C) | 1936              | 7,8               | De Bilt           |      | 1975               | 6,2                | Eelde              |
| Hoogste etmaalgemiddelde temperatuur (°C) | 1947              | 22,1              | De Bilt           |      | 1947               | 23,6               | Maastricht         |
| Laagste minimumtemperatuur (°C) | 1986              | 1,3               | De Bilt           |      | 1986               | −0,2               | Eelde              |
| Hoogste minimumtemperatuur (°C) | 2018              | 16,5              | De Bilt           |      | 2018               | 17,8               | Lauwersoog         |
| Laagste maximumtemperatuur (°C) | 1936              | 11,7              | De Bilt           |      | 1975               | 9,5                | IJmuiden           |
| Hoogste maximumtemperatuur (°C) | 1903              | 29,4              | De Bilt           |      | 1947               | 31,4               | Eelde              |
| Hoogste uurgemiddelde windsnelheid (m/s) | 1910              | 9,8               | De Bilt           |      | 1964               | 18,5               | De Kooy            |
| Hoogste windstoot (m/s) | 1993              | 19,5              | De Bilt           |      | 1993               | 23,1               | Vlissingen         |
| Langste zonneschijnduur (uur) | 1903              | 16,4              | De Bilt           |      | 1903               | 16,4               | De Bilt            |
| Langste neerslagduur (uur) | 2015              | 7,7               | De Bilt           |      | 2012               | 15,5               | Eelde              |
| Hoogste etmaalsom van de neerslag (mm) | 1979              | 14,3              | De Bilt           |      | 2018               | 40,6               | Voorschoten        |
| Laagste etmaalgemiddelde relatieve vochtigheid (%) | 1968, 1997        | 49                | De Bilt           |      | 1919, 1939         | 43                 | Maastricht         |
| Laagste uurwaarde luchtdruk op zeeniveau (hPa) | 1946              | 1000,6            | De Bilt           |      | 1946               | 997,8              | De Kooy            |
| Hoogste uurwaarde luchtdruk op zeeniveau (hPa) | 1918              | 1031,6            | De Bilt           |      | 1918               | 1032,8             | De Kooy            |
| Officiële records worden altijd gemeten op het KNMI-weerstation in De Bilt. Landelijke records kunnen worden gemeten op elk officieel KNMI-weerstation in Nederland. |                   |                   |                   |      |                    |                    |                    |

Uitzonderlijke gebeurtenissen
- 1903 - Officieel hoogste maximumtemperatuur in °C van het jaar gemeten in De Bilt: 29,4
- 1903 - Officieel maandrecord langste zonneschijnduur in uren van mei gemeten in De Bilt: 16,4
- 1903 - Landelijk maandrecord langste zonneschijnduur in uren van mei gemeten in De Bilt: 16,4
- 1908 - Eerste officiële zomerse dag van het jaar (maximumtemperatuur ≥ 25 °C in De Bilt)
- 1983 - Eerste officiële warme dag van het jaar (maximumtemperatuur ≥ 20 °C in De Bilt). Dit is de meest late datum waarop de eerste officiële warme dag is gemeten.
- 2023 - Landelijk hoogste maximumtemperatuur in °C van mei dit jaar gemeten in Ell: 25,8
- 2023 - Officieel langste zonneschijnduur in uren van mei dit jaar gemeten in De Bilt: 15,2
- 2023 - Landelijk langste zonneschijnduur in uren van mei dit jaar gemeten in Hoogeveen: 15,4

### België
Dagrecords
- 1936 en 2006 - Laagste etmaalgemiddelde temperatuur 8,1 °C
- 1947 - Hoogste etmaalgemiddelde temperatuur 24 °C
- 1915 - Laagste minimumtemperatuur 1,8 °C
- 1947 - Hoogste maximumtemperatuur 31,2 °C
- 1964 - Hoogste etmaalsom van de neerslag 25,3 mm

Uitzonderlijke gebeurtenissen
- 1907 - Tornado veroorzaakt schade aan boomgaarden tussen Profondeville en Wépion (Namen).
- 1964 - Hagelbuien met schade beperkt tot de provincies Henegouwen en West-Vlaanderen.

<< · 1 · 2 · 3 · 4 · 5 · 6 · 7 · 8 · 9 · 10 · 11 · 12 · 13 · 14 · 15 · 16 · 17 · 18 · 19 · 20 · 21 · 22 · 23 · 24 · 25 · 26 · 27 · 28 · 29 · 30 · 31 · >>